# ゴースト/血のシャワー
『ゴースト/血のシャワー』（原題：Death Ship）は、1980年制作のカナダ・イギリス合作のホラー映画。
幽霊船を舞台にしたホラー映画で、邦題にある“血のシャワー”は幽霊船の恐怖を盛り上げる効果の一部であり、ほんのわずかなシーンしかない。
1970年代に制作された多くのパニック映画に救世主的な役割で登場してきたジョージ・ケネディが、本作では正反対の役を演じている。
ビデオ発売時、原題と同じ『デス・シップ』に改題された。

## あらすじ
北大西洋を航行していた豪華客船が、突如現れた謎の巨大な鋼鉄船に追突されて沈没した。
救命ボートで脱出し漂流していたアシュランド船長やマーシャル副船長ら生存者の前に謎の巨大な鋼鉄船が再び姿を現し、彼等はそれに乗り移る。しかし、その船には人の気配が全くなく、やがて不気味な現象が彼等を襲い、1人また1人と殺されていく。
その船は第二次世界大戦中のナチス・ドイツの拷問船の幽霊船で、船を操るナチスの悪霊が糧となる人間の生き血を求めて海をさまよっていた。
マーシャル達は船からの脱出を試みるが、その前にナチスの悪霊にとりつかれたアシュランドが立ちはだかる。

## キャスト
| 役名                     | 俳優                     | 日本語吹替 |
| ------------------------ | ------------------------ | ---------- |
| アシュランド             | ジョージ・ケネディ       | 小林清志   |
| トレヴァー・マーシャル   | リチャード・クレンナ     | 納谷悟朗   |
| ニック                   | ニック・マンキューゾ     | 青野武     |
| マーガレット・マーシャル | サリー・アン・ハウズ     | 寺島信子   |
| シルヴィア・モーガン     | ケイト・リード           | 島木綿子   |
| ロリー                   | ヴィクトリア・バーゴイン | 岡本茉利   |
| ロビン・マーシャル       | ジェニファー・マッキニー | 高木早苗   |
| ベン・マーシャル         | ダニー・ハイアム         | 向殿あさみ |
| ジャッキー               | ソウル・ルビネック       | 沢木郁也   |

- 初回TV放送 1983年9月10日「ゴールデン洋画劇場」※BD収録

翻訳：宇津木道子
演出：春日正伸
製作：テレキャスジャパン